# Kapamilya Channel
Kapamilya Channel est une chaîne de télévision musical philippino-sud-coréo-japonaise appartenant à ABS-CBN Corporation.